# لاک‌پشت سوانزی
لاک‌پشت سوانزی (نام علمی: Pseudemys concinna suwanniensis) نام یک زیرگونه از زیرراسته نهان‌گردن است.